# Benedikt Pichler
Benedikt Pichler, né le 20 juillet 1997 à Salzbourg en Autriche, est un footballeur autrichien évoluant au poste d'ailier gauche avec le Hanovre 96.

## Biographie

### Débuts professionnels
Benedikt Pichler commence sa carrière professionnelle avec le SV Grödig. Il joue son premier match le 16 juillet 2016, lors d'une rencontre de coupe d'Autriche contre le VfB Hohenems. Il est titulaire lors de cette rencontre remportée par son équipe sur le score de quatre buts à zéro.
En juin 2018, il rejoint l'Austria Klagenfurt. Avec cette équipe, il inscrit huit buts en deuxième division autrichienne lors de la saison 2018-2019.

### Austria Vienne
Le 5 juin 2019, est annoncé le transfert de Benedikt Pichler au FK Austria Vienne. Le joueur signe alors un contrat courant jusqu'à l'été 2023.
Il joue son premier match en première division autrichienne le 24 novembre 2019, lors d'un déplacement à l'Admira Wacker (0-0). Il inscrit son premier but dans ce championnat six jours plus tard, lors de la réception du TSV Hartberg, son équipe l'emportant sur le score sans appel de 5-0.

### Holstein Kiel
Le 30 août 2021, Benedikt Pichler rejoint le club allemand de Holstein Kiel. Il signe un contrat courant jusqu'en juin 2025,. 
Il joue son premier match sous ses nouvelles couleurs le 11 septembre 2021, lors d'une rencontre de championnat face au Karlsruher SC. Il entre en jeu à la place de Jann-Fiete Arp, et les deux équipes se neutralisent (2-2 score final). Pichler inscrit son premier but pour Holstein Kiel le 16 octobre 2021, lors d'une rencontre de championnat face au FC Ingolstadt 04. Titulaire, il ouvre le score de la tête sur un service de Mikkel Kirkeskov mais les deux équipes se neutralisent (1-1 score final),.
Le 26 novembre 2023, Pichler est l'auteur de son premier doublé pour Holstein Kiel, lors d'une rencontre de championnat face au 1. FC Kaiserslautern. Titularisé, il permet à son équipe de s'imposer par trois buts à zéro ce jour-là.

### Hanovre 96
Lors de l'été 2025, Benedikt Pichler rejoint le Hanovre 96. Le transfert est annoncé le 16 juin 2025 et il signe un contrat de deux ans, soit jusqu'en juin 2027.